# Кратер (посуда)
Кратер (грч. κρατήρ од глагола грч. κεράννυμι - мешати) је велика посуда са две дршке, која је у доба античке Грчке служила за мешање вина и воде. Постоји неколико типова кратера.
Током 4. века п. н. е. омиљен је био кратер са дршкама у облику стубића, келебе. У истом периоду у јужној Италији појавио се кратер са волутним дршкама. Код звонастих кратера дршке су биле постављене на ободу, а на бази су дршке код кратера-пехара.

## Галерија
- Кратер са колумнама
- Каликс кратер
- Кратер са волутним дршкама
- Звонасти кратер
- Мермерни кратери из Махдије Музеј Бардо